# Момменс, Раймонд
Раймонд Момменс (нидерл. Raymond Mommens; род. 27 декабря 1957, Леббеке, Бельгия) — бельгийский футболист, полузащитник. Известен по выступлениям за «Локерен», «Шарлеруа» и сборную Бельгии. Участник чемпионатов мира 1982, 1986 годов и чемпионатов Европы 1980 и 1984 годов. В 1999 году Момменс один сезон тренировал «Шарлеруа», после чего вернулся к работе скаута.

## Клубная карьера
Момменс начал карьеру в клубе из своего родного города «Леббеке», который выступал в одной из региональных лиг. В 1975 году Раймонд перешёл в «Локерен». В том же сезоне он дебютировал за команду в Жюпиле лиге. В начале Момменс не часто проходил в основу и в первом сезоне принял участие всего в 8 матчах. В 1981 году он помог клубу занять второе место в чемпионате, что является для Раймонда наивысшим достижением во время выступлений за «Локерен». В том же году он помог команде выйти в финал Кубка Бельгии. За «Локерен» Момменс выступал на протяжении 11 сезонов и является одним из рекордсменов клуба по числу проведённых матчей.
В 1986 году Раймонд перешёл в «Шарлеруа». В 1993 году он во второй раз в карьере вышел в финал Кубка Бельгии, но опять не смог его выиграть. За «Шарлеруа», как и «Локерен» Моммен выступал на протяжении 11 сезонов и закончил карьеру в возрасте 39 лет.

## Международная карьера
16 ноября 1977 года в матче отборочного турнира мирового первенства 1978 года в Аргентине против сборной Северной Ирландии Момменс дебютировал за сборную Бельгии. В 1980 году он был включен в заявку сборной на участие в Чемпионате Европы в Италии. На турнире Раймонд сыграл в матчах против сборных Германии, Италии, Испании и Англии, завоевав серебряные медали.
В 1982 и 1984 годах Момменс попадал в заявку Бельгии на участие в чемпионатах мира и Европы соответственно, но в обоих случаях на поле не выходил. В 1986 году он во второй раз поехал на Чемпионат мира в Мексику. На турнире Раймонд принял участие во встрече против сборной Франции.

## Достижения
Международные
 Бельгия
- Чемпионат Европы по футболу — 1980